# El diablo y Catalina
El diablo y Catalina , Op. 112, B.201, (Čert a Káča en checo) es una ópera en tres actos con música de Antonín Dvořák y libreto en checo de Adolf Wenig.  Se basa en una farsa de Josef Kajetán Tyl, y la historia también ha sido tratada en los Cuentos de hadas de Božena Němcová. Se estrenó en el Teatro Nacional de Praga el 23 de noviembre de 1899.
El diablo y Catalina es una de las pocas óperas de Dvořák, junto con Rusalka, que han permanecido en el repertorio.  Esto puede atribuirse a la alta demanda de grandes óperas italianas en su época y las dificultades de la complicada puesta en escena de Dvořák.  La ópera tiene gran atractivo debido a su combinación de cuentop de hadas y música folclórica; es algo próximo a un poema tonal checo.  A veces, se parece a una versión checa de Hansel y Gretel.  La obertura fue escrita después de la propia ópera.
Es una ópera poco representada en la actualidad; en las estadísticas de Operabase aparece con sólo siete representaciones en el período 2005-2010.

## Personajes
| Personaje                   | Tesitura     | Reparto del estreno, 23 de noviembre de 1899. (Director: - Adolf Cech) |
| --------------------------- | ------------ | ---------------------------------------------------------------------- |
| Káča (Catalina)             | mezzosoprano | Marie Klánová-Panznerová                                               |
| Marbuel, un demonio         | bajo         | Václav Kliment                                                         |
| Jirka, un pastor            | tenor        | Bohumil Pták                                                           |
| Madre de Catalina           | mezzosoprano | Růžena Vykoukalová-Bradácová                                           |
| Lucifer                     | bajo         | Robert Polák                                                           |
| La princesa                 | soprano      | Růžena Maturová                                                        |
| El guardián del diablo      | bajo         | Karel Veverka                                                          |
| Un guardia del diablo       | bajo         | Joseph Karásek                                                         |
| El chambelán de la princesa | bajo         | Josef Zizka                                                            |
| Una doncella                | soprano      | Vilemína Hajková                                                       |
| Un músico                   | tenor        | Hynek Svejda                                                           |